# フク (ウォンバット)
フクは大阪府の池田市立五月山動物園で飼育されているオスのヒメウォンバットである。2007年11月五月山動物園に来園、同園に設置されているライブカメラ「ウォンバットてれび」にて配信されている姿が有名になり、五月山動物園で人気の動物である。体重19〜21kg。

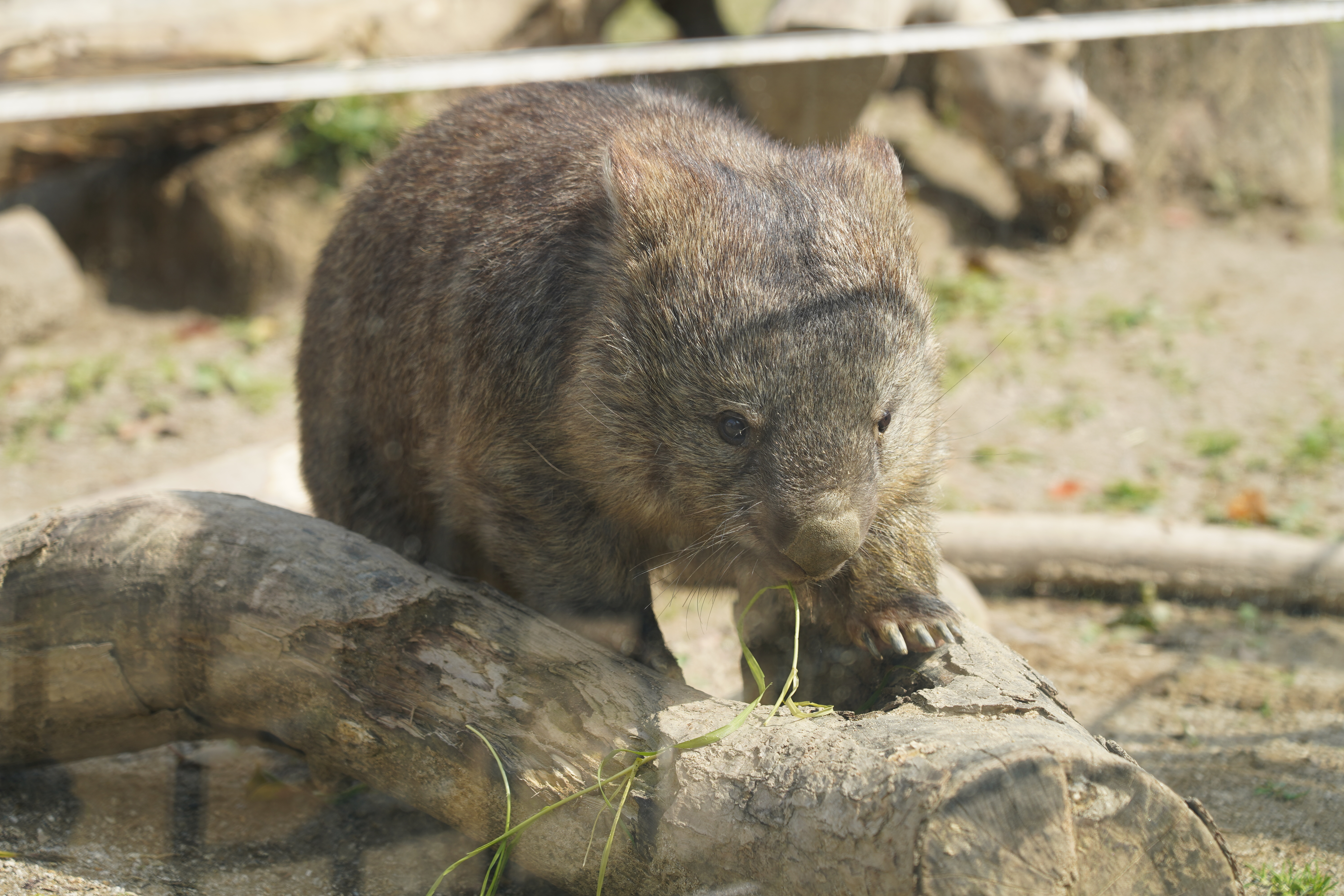

## 来歴
2004年オーストラリアにて誕生。タスマニア州トロワナワイルドライフパークからクイーンズランド州ドリームワールドを経て、2007年11月1日にメスのHenna(後のアヤハ)とともに来園。オーストラリアでの名前はHectorであった。五月山動物園では日本名を募集し、選考の結果、池田市政70周年に福が訪れるようにとフクと名付けられる。2009年4月から同園にウォンバットてれびが設置され24時間ライブカメラでウォンバットの姿が配信されるようになる。フクとの繁殖が期待されていたメスのアヤハが2010年5月に6歳で他界する。
2015年当時、若いフクのパートナーを見つけて再び繁殖を実現させるため、新たなウォンバットを受け入れるべく全国初の動物園専属アイドル「Keeper Girls（キーパーガールズ）」が誕生。同グループは動物園の関連グッズの販売や各種イベントに参加し寄付を呼び掛けたりするなどしてフクのパートナーを迎える資金を集めた。2017年10月フクの新しいパートナーであるPotato(のちのマル)を含む3頭のウォンバットが五月山動物園に来園した。2019年12月パートナーであったマルが他界する。
2024年五月山動物園のリニューアル工事に伴い、同園が休園しウォンバットてれびも休止されている。

## 特徴
遊びが大好きで気が強い一方で、 フェンス越しになでてほしがるなど飼育員に対しては甘えん坊な性格。
自分の縄張りを大切にしていて、飼育員すら自分のエリアに入ることを許さない。「チッ！チッ！」と舌打ちするように警戒音を出して飼育員をも威嚇することがある。
好物はアーモンド。食欲旺盛で夕方のエサの時間には誰よりも早く舎内で待つ食いしん坊。
五月山動物園で飼育されているウォンバットの中では最も体が大きく、鼻の上がはげている。
隣の飼育場のコウ(2023年12月他界)とは仲が良く、フェンス越しに向かい合う姿からコウフク会議と呼ばれていた。
ライブカメラでおへそが上に向くようなお腹を出した無防備な姿(ヘソ天)で寝ている様子が配信されている。
池田市ウォンバット応援大使である乃木坂46の与田祐希はフク推しを公言している。